# ديف هوارد
ديف هوارد (بالإنجليزية: Dave Howard)‏ هو لاعب كرة قاعدة أمريكي، ولد في 1 مايو 1889، وتوفي في 26 يناير 1956 في دالاس في الولايات المتحدة.

## وصلات خارجية
- ديف هوارد على موقعبيزبول رفرنس.كوم (الدوري الرئيسي) (الإنجليزية)
- ديف هوارد على موقعبيزبول رفرنس.كوم (الدوري الثانوي) (الإنجليزية)